# 陳伯之
陳伯之（？—？），濟陰睢凌（今江蘇省睢寧縣）人，南朝齊人。

## 生平
幼時力大無比，十三歲時就偷割鄰居的稻子過日子，後在钟离以盜劫為生，抢劫时被船主割去左耳，随同乡车骑将军王广之征讨齐安陆王萧子敬有功，升冠军将军。南朝齊末為江州刺史，蕭衍廢齊和帝自立，建立梁朝，伯之任鎮南將軍、江州刺史。陈伯之不识字，大事往往取决于邓缮、戴永忠、褚緭、朱龙符等人。天監元年(502年)，與蕭衍有隙，邓缮劝说陈伯之叛梁，於是舉兵叛變。程元沖與張孝季起兵對抗陳伯之，陳伯之逮捕張孝季之母郎氏，蠟灌殺之。武帝命王茂攻讨陈伯之，王茂前往豫章（今江西南昌）。陳伯之急攻豫章，由於豫章太守郑伯伦坚守，久攻不克，王茂前军赶到，陈伯之只得渡江投奔北魏。封为平南将军、光禄大夫，曲江县侯，都督淮南諸軍事。
天监四年（505年），临川王萧宏率军北伐，萧宏命谘议参军、记室丘迟写信招降陈伯之，信中有“暮春三月，江南草长，杂花生树，群莺乱飞”之句，即《與陳伯之書》，陈伯之率八千人在寿阳（今安徽寿县）归降，封为骁骑将军、太中大夫，永新县侯，食邑千户。其子陈虎牙被魏人所杀。晚年被架空，兵權被奪。卒於家。

## 延伸阅读
[在维基数据编辑]
 《梁書/卷20》，出自姚思廉《梁書》
 《南史/卷61》，出自李延壽《南史》